# Melaka
Melaka el. Malacca er en delstat på Malacca-halvøen, der indgår som en del af den malaysiske føderation – kendt som Malaysia.
Malacca var fra 1511 – 1641 under portugisisk kontrol.
I 2008 blev Malacca udnævnt til verdensarv af UNESCO

## Ekstern henvisning
- Malacca udnævnt til World Heritage af UNESCO

- Wikimedia Commons har flere filer relateret til Melaka

2°12′00″N 102°15′04″Ø / 2.2°N 102.251°Ø
|  | Infoboks uden skabelon Denne artikel har en infoboks dannet af en tabel eller tilsvarende. |